# 시노티라누스
시노티라누스(Sinotyrannus)는 중국 랴오닝성 초기 백악기 지우포당층에서 발견된 부분적인 두개골을 포함하는 단일의 불완전한 화석 표본으로 알려진 대형 기초 티라노사우루스 공룡의 한 속이다.

## 발견
구체적으로는 쥐라기에서 유래한 프로케라토사우루스과(Proceratosauridae)에 속하며 그 구성원은 유럽과 아시아에서도 알려져 있다. 딜롱과 같은 원시 티라노사우루스류보다 훨씬 젊지는 않지만 크기는 티라노사우루스와 같은 후기 형태와 비슷하다. 그것은 현재의 티라노사우루스보다 훨씬 더 컸으며 총 추정 길이는 9~12m(30~40피트)에 달했으며, 지우포탕 층에서 알려진 가장 큰 수각류였다.